# ويليام هنري لو
ويليام هنري لو (بالإنجليزية: William Henry Law)‏ هو سياسي أمريكي، ولد في 11 سبتمبر 1803، وتوفي في 27 مارس 1881.